# 特卡特
特卡特是墨西哥的城市，由下加利福尼亞州負責管轄，位於該國西北部，始建於1892年10月12日，海拔高度541米，每年平均降雨量356毫米，2016年人口108,440。

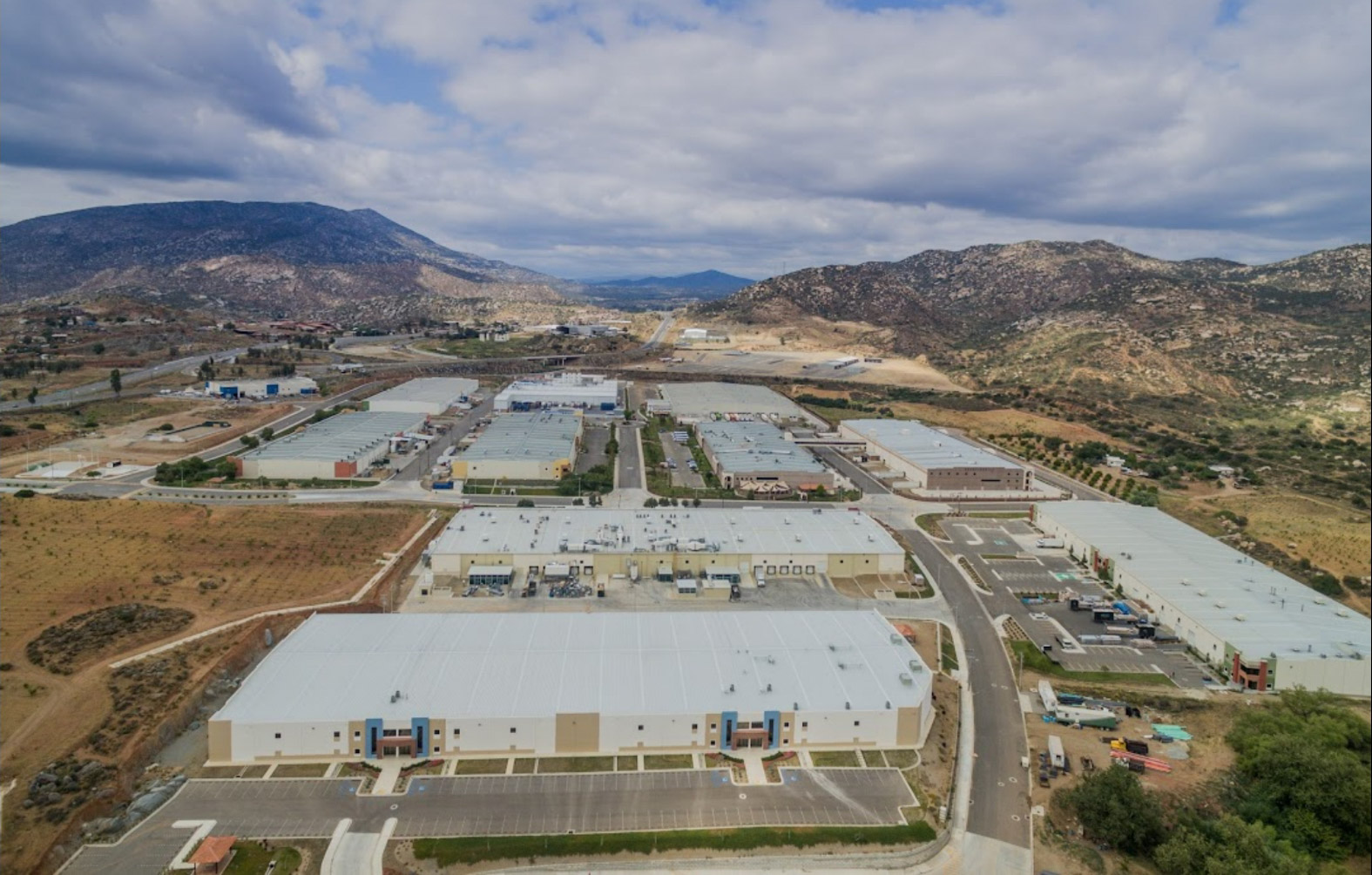

特卡特的鸟瞰图
特卡特工业园

## 外部連結
- http://cuentame.inegi.org.mx/monografias/informacion/bc/poblacion/INEGI%5B%5D: Instituto Nacional de Estadística, Geografía e Informática
- Life & Businesses of Tecate （页面存档备份，存于）